# Josep Oriol Cardús i Almeda
Josep Oriol Cardús i Almeda (Barcelona, 25 de desembre de 1914 - Sant Cugat del Vallès, 3 de gener de 2012) és un físic i jesuïta català, acadèmic de la Reial Acadèmia de Ciències Exactes, Físiques i Naturals.

## Biografia
Ingressà de jove en la Companyia de Jesús, que el 1930 l'envià a Itàlia a fer el noviciat, on s'hi llicencià en filosofia. Després marxà a Irlanda, on es llicencià en Teologia en la Facultat Pontifícia de Dublín. Després tornaria a Catalunya, on es llicencià en ciències físiques per la Universitat de Barcelona.
El 1942 fou traslladat a Roquetes, on va començar a treballar a l'Observatori de l'Ebre. En juliol de 1949 en fou nomenat cap de les seccions de Magnètica i Heliofísica. El 1987 en seria també cap de la secció de Sísmica. De 1952 a 1971 fou vicedirector de l'Observatori i de 1971 a 1985 en fou director. Destaca el treball sobre geomagnetisme i variacions magnètiques d'origen extern.
El 1952 participà en l'expedició a la Guinea Espanyola per a observar-hi l'eclipsi total de sol. Quan se celebrà l'Any Geofísic Internacional 1957-1958 marxà a Anglaterra i Etiòpia per col·laborar la seva posada en marxa als observatoris Stonyhurst i Addis Abeba. Després fou nomenat vicepresident i president de la Comissió Nacional de Geodèsia i Geofísica, President de la Secció de Geomagnetisme d'aquesta Comissió, vocal de la Comissió Nacional d'Astronomia i vocal del Comitè Científic Tècnic de la CONIE.
Fou vicepresident del Comitè Internacional per al Mapa Magnètic Mundial. Fou membre de l'American Geophysical Union, de l'Acadèmia de Ciències de Nova York, conseller de nombre del Patronat Alfonso el Sabio del CSIC i membre d'honor (1988) i vicepresident de l'Associació Internacional de Geomagnetisme i Aeronomia. Va rebre el guardó d'oficial de les Palmes Acadèmiques de França. El 1985 fou nomenat acadèmic de la Reial Acadèmia de Ciències Exactes, Físiques i Naturals, en la qual va ingressar el 1988 amb el discurs El Geomagnetismo, ciencia en progreso. En 2009 passà a la condició de supernumerari El 2004 va rebre la Medalla al Mèrit Científic de la Universitat Ramon Llull
Va restar vincular a l'Observatori fins l'abril 2011, quan fou traslladat a la residència de la Companyia a Sant Cugat del Vallès, on hi va morir el gener de 2012.

## Obres
- Sobre la ley de las fases en las corrientes telúricas (1950)
- Nota relativa a la actividad solar, geomagnética e ionosférica (1956)
- Determinación de la influencia de la luna en la declinación en Moca (Fernando Poo) (1975)